# Mario Mulder
Mario Mulder (Den Haag, 19 mei 1982) is een Nederlandse volkszanger. Hij werd bij het grote publiek bekend door zijn optredens in het tv-programma Bloed, zweet & tranen (2015). Zijn eerste single in 2015 was 'Wat een geluk', dat werd gevolgd door de uptempo-radiosingles 'Dansen op de maan' (2016) en 'Waar moet ik heen' (2017).

## Jeugd
Mulder groeide op in de Gaarde, een Haagse volksbuurt. Daar woonde hij met zijn moeder en zus. Hij begon als achtjarige jongen met zingen, wachtend in het portiek van zijn ouders tot zijn moeder thuiskwam.
Na afronding van zijn middelbare school ging Mulder in de bouw werken als schilder. In zijn vrije tijd zong hij vooral Nederlandse liederen van André Hazes in kroegen en op festivals.

## Zingen
In The Winner Takes It All (2014) maakte Nederland voor het eerst kennis met Mulder. Zijn echte doorbraak kende de volkszanger in het tv-programma Bloed, zweet & tranen. Daarin haalde hij de halve finale. Als vertolker van het levenslied kwam hij in het team van jurylid Dré Hazes.

## Carrière
Sinds Bloed, zweet & tranen heeft Mulder zijn baan opgegeven. Hij verzorgt in het land diverse optredens.
Mulder trad op in Toppers van Oranje, het Kadefestival in Maastricht en op het Oranje Bitterfestival in Rotterdam, het Levensliedgala in Ahoy en het Swingfestival in het Haagse Zuiderpark.
Mulder staat ook bekend om de markante hoedjes die hij zelf maakt en beschildert.